# Новиков, Валентин Иванович
Валентин Иванович Новиков (род. 10 ноября 1944 года, — советский и российский военачальник. Член Военного совета воздушной армии Северо-Кавказского военного округа. Генерал-майор.

## Биография
Родился 10.11.1944 г. в г. Североуральске Свердловской области.
В 1963 г. окончил одиннадцатилетнюю среднюю школу.

### Образование
- 1967 году Ейское высшее военное авиационное училище
- 1978 году ВПА
- 2000 году ВА ГШ

### На воинской службе
В Вооруженных силах с 1963 года.
В 1967 г. окончил с золотой медалью Ейское высшее военное авиационное училище летчиков им. В. М. Комарова.
В 1978 г. окончил с отличием Военно-политическую академию им. В. И. Ленина.
В 1987 г. окончил Военную академию Генерального штаба Вооруженных сил СССР им. К. Е. Ворошилова.
Проходил службу в составе частей, соединений и объединений ВВС, базирующихся или входивших в состав СКВО, МВО, ГСВГ, ЗабВО.
Лётчик истребитель-бомбардировщик.
Освоил несколько типов военных самолетов, основными из которых являются Су-7 и Су-17 всех модификаций.
Прошел следующие офицерские должности:
лётчик, старший лётчик, начальник штаба авиационной эскадрильи, заместитель командира авиационной эскадрильи по политчасти, заместитель командира авиационного полка по политчасти, начальник политотдела истребительной авиационной дивизии.

### На высших должностях
Начальник политотдела истребительного авиационного корпуса, первый заместитель начальника политотдела воздушной армии, член Военного совета — начальник политотдела воздушной армии.
После ликвидации политорганов в 1991 году перешел на штабную работу, стал заместителем начальника штаба воздушной армии.
Уволен из Вооруженных сил в 1998 г. в связи с организационно-штатными мероприятиями.

### В отставке
С 1998 года в запасе.
Живёт и работает в городе Краснодар.
С 2012 года Инспектор Группы инспекторов Объединённого стратегического командования Южного военного округа Министерства обороны Российской Федерации.

## Семья
- жена
- дети

## Знаки отличия
- Орден Красной Звезды
- Орден «За службу Родине в ВС СССР» 3 степени
- Медаль «В ознаменование 100-летия со дня рождения Владимира Ильича Ленина» (6 апреля 1970
- Медаль «За укрепление боевого содружества»
- Медаль «Ветеран Вооружённых Сил СССР»
- Юбилейная медаль «50 лет Вооружённых Сил СССР»[1]
- Юбилейная медаль «60 лет Вооружённых Сил СССР»[2]
- Юбилейная медаль «70 лет Вооружённых Сил СССР»[3]
- Медаль «За безупречную службу» I степени
- Медаль «За безупречную службу» II степени
- Медаль «За безупречную службу» III степени
- Медаль «За ратную доблесть» и др.
- Имеет квалификацию «военный летчик-снайпер».
- Знак ЦК ВЛКСМ «За воинскую доблесть»
- Имеет награды других ведомств
- Иностранные награды.